# Ybytyramoan
Ybytyramoan is een kevergeslacht uit de familie glimwormen (Lampyridae). De wetenschappelijke naam van het geslacht werd voor het eerst geldig gepubliceerd in 2014 door Da Silveira en Mermudes.

## Soorten
De volgende soorten zijn bij het geslacht ingedeeld:
- Ybytyramoan diasi Da Silveira & Mermudes, 2014
- Ybytyramoan monteirorum Da Silveira & Mermudes, 2014
- Ybytyramoan praeclarum Da Silveira & Mermudes, 2014